# 1993 VA2
1993 VA2 är en asteroid i huvudbältet som upptäcktes den 11 november 1993 av de båda japanska astronomerna Seiji Ueda och Hiroshi Kaneda i Kushiro.
Asteroiden har en diameter på ungefär 19 kilometer och den tillhör asteroidgruppen Eos.